# Communauté de communes du Meygal
La communauté de communes du Meygal est une ancienne communauté de communes française, située dans le département de la Haute-Loire en région Auvergne-Rhône-Alpes.

## Historique
Elle est créée le 11 juillet 2000.
Le schéma départemental de coopération intercommunale,, approuvé le 4 mars 2016 par la commission départementale de coopération intercommunale de la Haute-Loire, prévoit la fusion, le 1er janvier 2017, de la communauté de communes du Meygal (à l'exception du Pertuis et de Saint-Hostien) avec la communauté de communes du Mézenc et de la Loire Sauvage au sein de la communauté de communes Mézenc - Loire Sauvage et Meygal.
Cette fusion est confirmée par un arrêté du 4 octobre 2016.

## Territoire communautaire

### Composition
Elle regroupait les sept communes suivantes :
| Nom                            | Code Insee | Gentilé     | Superficie (km2) | Population (dernière pop. légale) | Densité (hab./km2) |
| ------------------------------ | ---------- | ----------- | ---------------- | --------------------------------- | ------------------ |
| Saint-Julien-Chapteuil (siège) | 43200      | Capitoliens | 28,26            | 1 889 (2014)                      | 67                 |
| Lantriac                       | 43113      | Lantriacois | 22,83            | 1 917 (2014)                      | 84                 |
| Montusclat                     | 43143      |             | 10,47            | 142 (2014)                        | 14                 |
| Le Pertuis                     | 43150      | Pertuisiens | 11,89            | 433 (2014)                        | 36                 |
| Queyrières                     | 43158      |             | 13,95            | 309 (2014)                        | 22                 |
| Saint-Hostien                  | 43194      |             | 13,49            | 731 (2014)                        | 54                 |
| Saint-Pierre-Eynac             | 43218      |             | 23,99            | 1 092 (2014)                      | 46                 |

### Démographie
| 1968  | 1975  | 1982  | 1990  | 1999  | 2008  | 2013  |
| ----- | ----- | ----- | ----- | ----- | ----- | ----- |
| 4 675 | 4 427 | 4 704 | 5 164 | 5 610 | 6 191 | 6 466 |

## Administration

### Siège
Le siège de la communauté de communes est situé place Saint-Robert à Saint-Julien-Chapteuil.

### Présidence
Le président actuel de la communauté de communes est Raymond Abrial, maire de Saint-Pierre-Eynac.

### Compétences
Aménagement de l'espace
- Acquisition foncière en vue de réaliser des zones d’activités économiques d’une surface minimale de un hectare ou comportant plus de deux lots
- Études paysagères sur le territoire intercommunal.

Développement économique
- Aménagement, entretien et gestion de zones d’activité économiques d’une surface minimale d'un hectare ou comportant plus de deux lots.

Voirie
- Création et entretien de voies desservant les zones d’activité économiques communautaires soumises à la taxe de zone ou à la TPU et assurant leur raccordement aux voies communales ou départementales.

Déchets ménagers
Actions d’animation culturelle
- Soutien et participation financière aux écoles de musique et de danse pour les ressortissants de la communauté de communes, de moins de 18 ans et engagés dans des parcours qualifiants en écoles de musique (nationales ou intercommunales)
- Soutien aux manifestations culturelles initiées dans au moins deux communes de notre territoire
- Soutien aux manifestations culturelles conduites par des jeunes de moins de vingt-cinq ans, au bénéfice de causes humanitaires nationales ou internationales, ou en faveur des handicapés.

Actions touristiques
- conception et développement d’une politique touristique
- Gestion de l’office de tourisme et des points I (points d’information)
- Création et entretien des équipements de circuits de randonnée, d’itinéraires de découverte des milieux naturels, itinéraires de découverte du patrimoine historique ou du patrimoine local. Réalisation de topo-guides, de fiches d’information et de cartes thématiques.
- Études de développement touristique sur le territoire communautaire et réalisations liées à ces études
- Promotion des territoires touristiques et des produits de pays
- Gestion et développement de la zone nordique du Meygal, mise en valeur touristique du massif du Meygal par création d’équipements divers
- Création et entretien d’aires naturelles de loisirs, parcours de santé, aires naturelles de camping, parcours d’orientation, tables d’orientation
- Scénographies des territoires naturels, historiques, implantations humaines, richesses patrimoniales et culturelles
- Gestion et aménagement de la Via Ferrata des Juscles ou de sites d’escalades créés par la communauté de communes

Compétence petite enfance, enfance
- Création et gestion des structures petite enfance (crèches, halte garderies, relais assistantes maternelles)
- Création et gestion des centres de loisirs

Ramassage scolaire pour l’enseignement secondaire